# SUN - Le Son Unique
Pour la radio lyonnaise Radio Sun 101.5, voir Sun 101.5.
 (février 2025).
La mise en forme du texte ne suit pas les recommandations de Wikipédia : il faut le « wikifier ».
Les points d'amélioration suivants sont les cas les plus fréquents. Le détail des points à revoir est peut-être précisé sur la page de discussion.
- Les titres sont pré-formatés par le logiciel. Ils ne sont ni en capitales, ni en gras.
- Le texte ne doit pas être écrit en capitales (les noms de famille non plus), ni en gras, ni en italique, ni en « petit »…
- Le gras n'est utilisé que pour surligner le titre de l'article dans l'introduction, une seule fois.
- L'italique est rarement utilisé : mots en langue étrangère, titres d'œuvres, noms de bateaux, etc.
- Les citations ne sont pas en italique mais en corps de texte normal. Elles sont entourées par des guillemets français : « et ».
- Les listes à puces sont à éviter, des paragraphes rédigés étant largement préférés. Les tableaux sont à réserver à la présentation de données structurées (résultats, etc.).
- Les appels de note de bas de page (petits chiffres en exposant, introduits par l'outil «  Source ») sont à placer entre la fin de phrase et le point final[comme ça].
- Les liens internes (vers d'autres articles de Wikipédia) sont à choisir avec parcimonie. Créez des liens vers des articles approfondissant le sujet. Les termes génériques sans rapport avec le sujet sont à éviter, ainsi que les répétitions de liens vers un même terme.
- Les liens externes sont à placer uniquement dans une section « Liens externes », à la fin de l'article. Ces liens sont à choisir avec parcimonie suivant les règles définies. Si un lien sert de source à l'article, son insertion dans le texte est à faire par les notes de bas de page.
- La présentation des références doit suivre les conventions bibliographiques. Il est recommandé d'utiliser les modèles {{Ouvrage}}, {{Chapitre}}, {{Article}}, {{Lien web}} et/ou {{Bibliographie}}. Le mode d'édition visuel peut mettre en forme automatiquement les références.
- Insérer une infobox (cadre d'informations à droite) n'est pas obligatoire pour parachever la mise en page.

Pour une aide détaillée, merci de consulter Aide:Wikification.
Si vous pensez que ces points ont été résolus, vous pouvez retirer ce bandeau et améliorer la mise en forme d'un autre article.
 (février 2025).
 (juillet 2017).
Si vous disposez d'ouvrages ou d'articles de référence ou si vous connaissez des sites web de qualité traitant du thème abordé ici, merci de compléter l'article en donnant les références utiles à sa vérifiabilité et en les liant à la section « Notes et références ».
SUN (Le Son Unique) est une station de radio associative privée implantée à Nantes, Cholet et Saint-Nazaire. Elle couvre trois départements : la Loire-Atlantique, la Vendée et le Maine-et-Loire. Elle est disponible en FM à Nantes (93.0 FM) et Cholet (87.7 FM), et en DAB+ à Nantes, Angers, Saint-Nazaire, Pornic et La Roche-sur-Yon.  
Elle propose un contenu sans publicité comprenant des chroniques, des émissions thématiques et une sélection musicale éclectique.
En juin 2019, son audience atteint près de 20 000 auditeurs par jour, ce qui fait de SUN, la première radio associative de la région Grand Ouest et la cinquième radio associative de France. C’est également la première radio en durée d’écoute en Loire-Atlantique devant RTL, France Inter, FIP et France Bleu avec 167 minutes par jour.

## Historique de la radio

### Origine de la radio
À son arrivée au collège en 1985, Pierre Boucard partage avec un ami l’idée de créer une radio pirate, le nom SUN est alors trouvé. Le 14 février 1996, après plusieurs années d’émissions “clandestines” réalisées dans des greniers, Pierre Boucard, François Picard et Ludovic Averty officialisent l’existence de la radio en créant l’Association SUN. Le premier studio est alors installé rue de la Taponnière à Saint-Sébastien-sur-Loire et l’équipe se renforce avec l’arrivée de Mathilde Banderly et Pierre Louvrier. 
Le 2 avril 1996, le Conseil supérieur de l'audiovisuel autorise SUN à diffuser ses programmes pour la première fois et de manière temporaire du 15 avril au 15 octobre 1996 sur la fréquence 100,0 MHz. S’ensuivront deux autres périodes d’émission temporaire, du 1er novembre 1996 au 30 avril 1997 (100 MHz) et du 14 mars au 14 juin 1998 (87,8 MHz). 
Le 20 octobre 1998, un appel à candidature est lancé sur Nantes. SUN est retenue pour exploiter sa fréquence actuelle (93 MHz) mais uniquement sur 12 heures,.
Lors de son lancement le 16 février 2001, SUN propose un programme sans publicité où se mélangent musiques des années 1970-80 et des émissions principalement réalisées par des bénévoles. Cédric Lesguer en est le premier salarié et Anna Lepley (la voix “officielle” de la radio) rejoint l’équipe.  
Le 10 décembre 2003, SUN est enfin autorisée à exploiter sa fréquence 24 heures sur 24. La radio décide de renforcer son contenu rédactionnel en recrutant Magali Grollier en août 2003 puis Cécile Rolland en mars 2006.
En janvier 2007, SUN déménage dans la Halle 6 sur l'Île de Nantes, au 42 rue de la Tour d’Auvergne à Nantes aux côtés de TéléNantes et Nantes7. Le dimanche 4 mars 2007 débutent ses émissions depuis ses nouveaux locaux. D’autres possibilités s’offrent alors à la radio qui s’équipe d’un studio plus spacieux et adapté pour accueillir des groupes de la région nantaise.

### Le 44h Live
En 2010, SUN se lance dans un marathon radiophonique de 44 heures, animé par Cécile Rolland et Laurent Tessier, à partir du vendredi 4 juin à 6 heures. Pour l’occasion, 44 groupes et artistes sont invités à jouer en direct pendant cette émission record (le précédent record était par ailleurs détenu par le bouquet de radios numériques Goom Radio en octobre 2008 avec une émission live de 42h), considérée alors comme l’émission la plus longue sur les ondes. À l’antenne de la radio sont également reçus des acteurs locaux de la vie culturelle, sportive, économique, associative et politique.

### Les 30 ans de la FM nantaise
Du 7 au 13 novembre 2011, SUN célèbre les 30 ans de la bande FM nantaise en proposant plusieurs émissions spéciales, un débat au CCO avec les protagonistes de l’époque, la diffusion du film de Jean-François Gallotte et Joëlle Malberg “Carbone 14” au Cinéma Bonne Garde et la diffusion d'archives sonores de plusieurs radios de l’époque (“Convergence”, “Radio des poumons”, “Radio 100”, “Mandarine”, “Contact FM”,...) et en retraçant l'évolution du paysage radiophonique nantais. 
Durant cette période, la zone dans laquelle la radio est située se transforme pour commencer les aménagements du Quartier de la Création actuel. La radio quitte donc la Hall 6 pour s’installer en mars 2012 dans le quartier Talensac, au 19 rue Jeanne d’Arc, avec deux autres radios associatives Prun’ et Euradio. 

### Nouvelles antennes
Le 1er septembre 2016 l’antenne de SUN Cholet voit le jour. En effet, la radio obtient l’accord de diffuser en Maine et Loire, sur une nouvelle fréquence (87,7 MHz). S’ensuit, peu après, l’inauguration du deuxième studio de SUN situé en plein centre de la cité choletaise.
En octobre 2019, SUN ouvre un troisième studio à Saint-Nazaire à la suite de l’obtention de plusieurs fréquences en DAB+ à Nantes, Saint-Nazaire, Pornic et La Roche-sur-Yon.

## Identité

### Nom et logo
Lors de la rentrée de septembre 2007, quelques mois après son installation sur l’île de Nantes, l’identité de la radio évolue et le nom « SUN FM » devient « SUN » pour « Le Son Unique à Nantes ».
En 2015, SUN répond à un appel à candidature du CSA pour émettre en FM sur la ville de Cholet. Le dossier est validé en octobre 2015 et SUN émet sur le territoire choletais à la rentrée 2016 sur le 87,7 MHz et ouvre les portes de son studio choletais en septembre 2017.

Logo de 1999 à 2002.
Logo de 2003 à 2006.
Logo de 2007 à 2016.
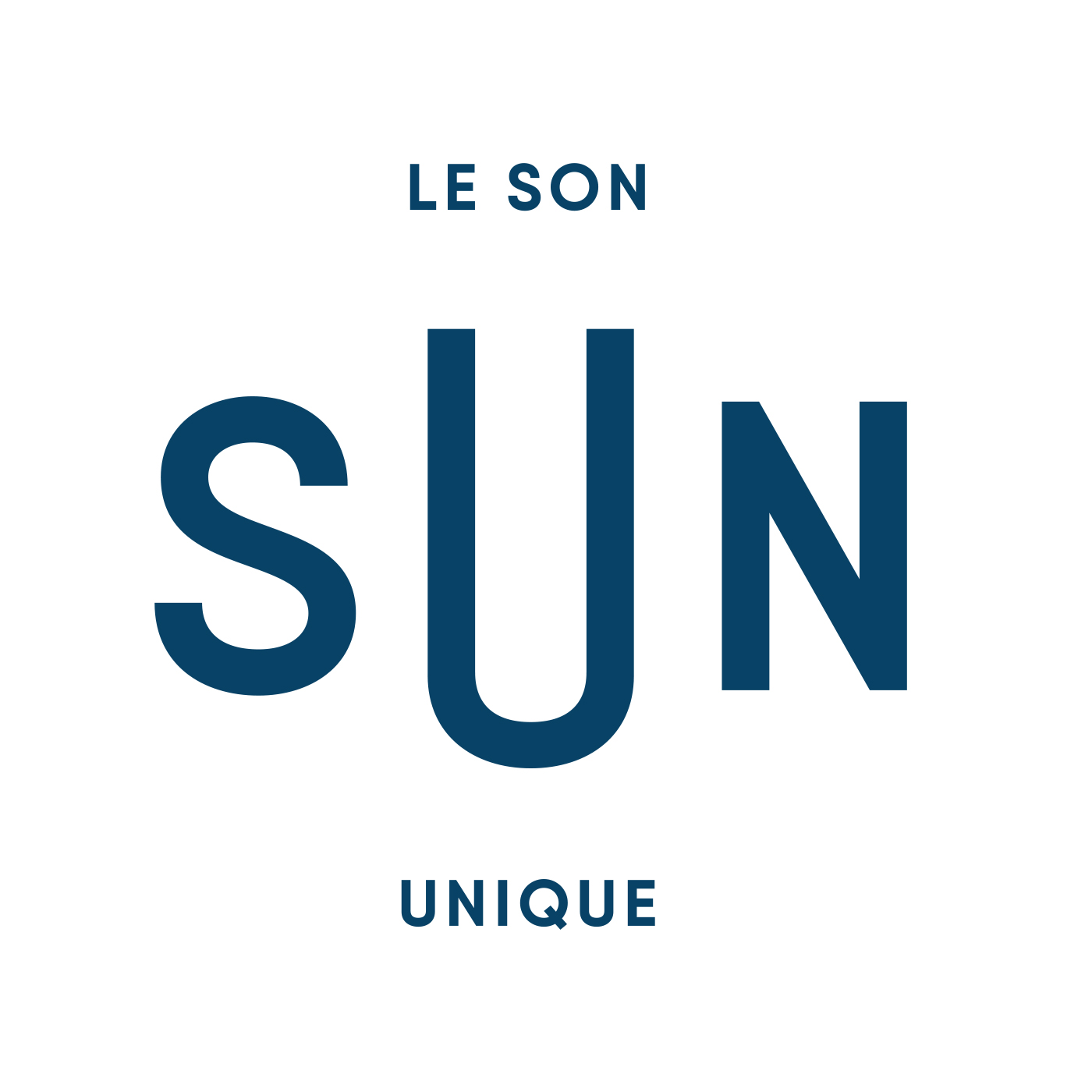
Logo actuel depuis janvier 2017

### Évolutions de la programmation musicale
À l’origine, la programmation musicale de SUN est marquée par les années 1970/80 en laissant toutefois la place à la découverte de titres peu diffusés sur les autres radios et aux artistes de la région. En 2008, SUN ouvre son antenne à plus d’éclectisme avec des morceaux qui vont des années 1960 à aujourd’hui et différents genres musicaux : soul, funk, rock, pop, chanson, électro, hip hop, génériques et musiques de films. La radio commence aussi à diffuser des titres plus insolites (versions inédites, reprises moins connues...) ainsi que des extraits de films ou de séries.
En septembre 2012, la découverte locale et plus largement francophone s’inscrit au cœur du projet radiophonique avec un nouveau rendez-vous hebdomadaire consacré aux artistes de la région. Cette émission se nomme le SMA (SUN Music Addict) et propose un live filmé dans les studios le vendredi à 18h. SUN renforce son implication auprès des nouveaux talents en signant en juin 2019 une nouvelle convention auprès du CSA. Celle-ci prévoit que SUN s’engage à ce qu’au moins 15 % de la totalité des chansons diffusées mensuellement sur son antenne soient des titres provenant de nouveaux talents ou de nouvelles productions[source secondaire souhaitée]. 
Depuis septembre 2019, la radio diffuse plus de 6 500 titres différents par mois, dont près de 300 nouveautés. Ce qui lui confère le statut de radio spécialisée dans la découverte musicale.

### Ligne éditoriale
SUN traite l’information locale de façon apolitique et indépendante, tout en veillant à ouvrir son micro aux personnes ayant moins d’accès à la médiatisation (associations, initiatives locales, habitants du territoire). Elle assure aussi une présence via des plateaux en direct de grands rendez-vous de la vie locale tels que les élections (municipales, départementales, régionales) et les événements culturels.
A ses débuts, l’antenne s’inscrit dans les standards des radios locales en produisant par exemple des flashs infos locaux et des points info trafic. La radio a ensuite choisi de développer un format de couverture plus éloigné de l'information à chaud. 
Le sport est présent dans la grille des programmes depuis les premières années avec des rendez-vous hebdomadaires (émission “Le Sport dans tous ses états”). SUN s’est aussi démarquée en tant que radio associative en réalisant très tôt des retransmissions de matchs (FC Nantes à la Beaujoire), et en assurant la couverture de clubs régionaux masculins et féminins moins médiatisés (HBCN, NLAH, Hermine, NRB, VBN, SOC…).

### Précurseur en DAB+
En octobre 2006, SUN s’associe à Prun’ et Jet FM pour créer le GRAM (Groupement des Radios Associatives de la Métropole nantaise) et en 2007 la FRAP (Fédération des Radios Associatives en Pays de la Loire) dont Pierre Montel, alors Président de Prun’ prend la direction. Démarre alors la réalisation d’une dizaine d’expérimentations pour soutenir l’utilisation de la norme DAB+ en France. Compte tenu du succès des tests sur Nantes, le CSA reconduit régulièrement les autorisations d'émettre à titre expérimental et un nouvel émetteur est installé en janvier 2012 pour couvrir l’ensemble du département. Ces tests se termineront en octobre 2017, lors du lancement de l’appel à candidature en DAB+ sur le CTA de Rennes.
SUN répond à cet appel et le 24 janvier 2018 elle est sélectionnée pour diffuser en DAB+ sur Nantes, Saint-Nazaire, Pornic et La Roche-sur-Yon.
En mai 2025, SUN ouvre un quatrième studio à Angers où elle émettait en DAB+ depuis fin 2022.

## La radio aujourd'hui

### L'équipe
L’équipe est composée de 6 salariés et 2 volontaires en service civique qui s’investissent en permanence dans l’activité de la radio. Elle encadre les quelque 90 bénévoles qui interviennent sur la station dans différents domaines : programmation musicale, production de contenus radiophoniques, rédaction, réalisation technique, prise de son, contribution à la communication de la radio (photographe, community management…).

### Localisation de la radio
Le siège social de la radio et le studio nantais se situent au 19, rue Jeanne d'Arc à Nantes, dans le quartier de Talensac. Le studio choletais est quant à lui basé au 58, rue Saint-Bonaventure à Cholet, et le studio de Saint-Nazaire au 18, rue des Halles à Saint-Nazaire.

## Les projets de SUN

### Éducation aux médias et formations
En plus de l’activité radiophonique, la radio met en place des actions d’éducation aux médias et à l’information à partir de septembre 2009[source secondaire souhaitée]. Ces ateliers et visites s’adressent aux jeunes de 6 à 15 ans, ainsi que leurs encadrants. Ils visent à les sensibiliser au fonctionnement des médias, à les initier au journalisme et à les familiariser avec la radio. Chaque saison, une centaine d’enfants sont accueillis dans les studios lors de ces actions assurées par l’équipe salariée de la radio.
En 2019, un poste salarié à temps plein est créé pour développer cette activité à Cholet. Les jeunes sont ainsi initiés à la production de contenus sonores que SUN diffuse ensuite à l’antenne et valorise sous forme de podcast. Ces productions intègrent la grille des programmes sur le créneau “SUN Junior” qui leur est réservé et enrichissent également la programmation de la webradio SUN Junior.
En parallèle, en tant que pionnière dans le domaine de la radio numérique (DAB+) dans la région Grand Ouest, SUN propose depuis 2010 des formations auprès d’autres radios afin de les accompagner dans leurs transitions numériques et vers le DAB+.

### Innovations technologiques

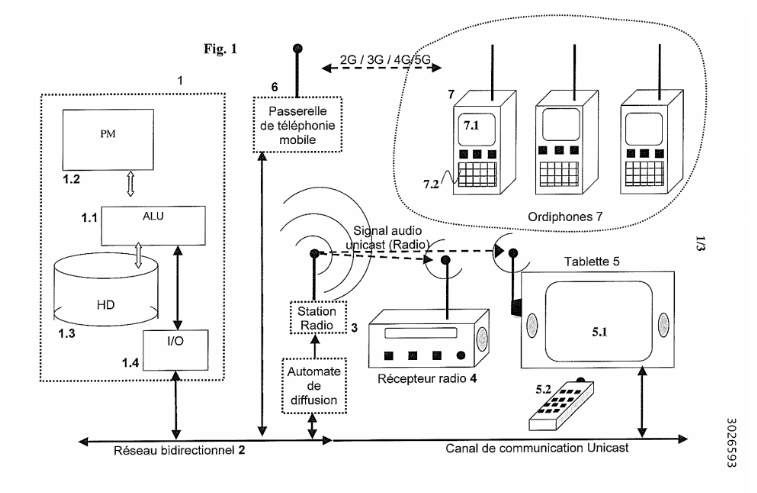
Extrait du brevet - septembre 2014

En 2007, SUN devient la première radio française à utiliser le PS Défilant (Program Services). Cette méthode permet à l’auditeur de lire sur son poste le nom des artistes et le titres des chansons qu’il entend en direct, ou encore de suivre l’évolution du score des rencontres sportives diffusées en direct.
En novembre 2014, SUN lance l’application mySUN. Développée en interne, elle permet aux auditeurs d’interagir directement sur la programmation musicale à l’antenne. À partir d’un ordinateur ou d’un smartphone, les auditeurs peuvent programmer et diffuser à la demande l’un des 250 000 titres de la discothèque de la radio. Cette application unique en France est déposée à l’INPI le 25 septembre 2014 sous le nom : "Procédé de diffusion de contenus audio avec programmation des créneaux par les auditeurs" (brevet n° FR3026593).
Pendant la fin d’année 2015, SUN expérimente le format webradio avec la création du flux éphémère SUN Noël à écouter sur le site internet et via l’application mySUN. En 2016, la première webradio permanente est mise en place avec SUN Sport[source secondaire souhaitée]. Ce flux consacré au sport combine des émissions sportives, des retransmissions de matchs et une playlist énergique.
SUN va ensuite lancer une dizaine de webradios proposant de mettre en avant les nouveaux talents de la région à travers des playlists préparées par une équipe de bénévoles spécialisés par thématique. Ainsi SUN Metal est lancée à la veille du HellFest 2017 en proposant des contenus et une programmation touchant à l’univers metal et ses multiples esthétiques musicales. L'équipe propose également de suivre le festival via des « Live Reports ».

### La création sonore
SUN a participé à plusieurs co-productions en son binaural avec la compagnie nantaise A la tombée des nues dans le cadre du festival audio-scénique Bruits. 